# Oliver Parker
 Oliver Parker  (Londres, 6 de setembre de 1960) és un director de cinema i guionista britànic.

## Biografia
Va néixer a Londres a 1960, fill de l'empresari Sir Peter Parker i de l'escriptora Lady Gillian; té un germà, Nathaniel Parker, que és un actor actiu en el cinema del Regne Unit.
Va debutar en el cinema el 1995, dirigint l'adaptació del clàssic de la literatura Otel·lo de William Shakespeare, amb Kenneth Branagh en el paper de Iago.

## Filmografia

### Director
- Othello (1995)
- An Ideal Husband (1999)
- La importància de ser franc (The Importance of Being Earnest) (2002)
- The Private Life of Samuel Pepys (2003, telefilm
- Imagine Me & You (2005)
- Fade to Black (2006)
- I Really Hate My Job (2007)
- St. Trinian's (2007)
- Dorian Gray (2009)

### Guionista
- Othello (1995)
- An Ideal Husband (1999)
- La importància de ser franc (The Importance of Being Earnest) (2002)
- The Private Life of Samuel Pepys (2003, telefilm
- Imagine Me & You (2005)
- Fade to Black (2006)